# Avenionia brevis
Avenionia brevis es una especie de molusco gasterópodo de la familia Hydrobiidae en el orden de los Mesogastropoda.

## Distribución geográfica
Se encuentra en Bélgica, Francia, Alemania y Países Bajos.